# Hillsborough (Califórnia)
Hillsborough é uma vila localizada no estado americano da Califórnia, no Condado de San Mateo. Foi incorporada em 1910. Situa-se na área da baía de São Francisco. Está localizado a 27 km ao sul de São Francisco na península de São Francisco, limitado por Burlingame ao norte, San Mateo a leste, Highlands-Baywood Park ao sul e a Interstate 280 a oeste. Possui mais de 11 mil habitantes, de acordo com o censo nacional de 2020.

## Geografia
De acordo com o Departamento do Censo dos Estados Unidos, a vila tem uma área de 16 km², dos quais todos os 16 km² estão cobertos por terra.

### Localidades na vizinhança
O diagrama seguinte representa as localidades num raio de 8 km ao redor de Hillsborough.

## Demografia
Desde 1920, o crescimento populacional médio, a cada dez anos, é de 33,4%.

### Censo 2020
De acordo com o censo nacional de 2020, a sua população é de 11 387 habitantes e sua densidade populacional de 713,0 hab/km². Seu crescimento populacional na última década foi de 5,2%, abaixo do crescimento estadual de 6,1%. É a 15ª localidade mais populosa e também a 15ª mais densamente povoada do condado de San Mateo.
Possui 3 935 residências que resulta em uma densidade de 246,4 residências/km² e um aumento de 0,6% em relação ao censo anterior. Deste total, 6,3% das unidades habitacionais estão desocupadas. A média de ocupação é de 3,1 pessoas por residência.
A renda familiar média é superior a 250 dólares e a taxa de emprego é de 54,0%.

### Censo 2010
De acordo com o censo nacional de 2010, a sua população era de 10 825 habitantes e sua densidade populacional de 675,2 hab/km². Possuía 3 912 residências que resultava em uma densidade de 244 residências/km².

## Marcos históricos
O Registro Nacional de Lugares Históricos lista três marcos históricos em Hillsborough. O primeiro marco foi designado em 21 de outubro de 1975 e o mais recente em 13 de abril de 2007, o Newhall Estate.